# AGO Réthymnon
Maillots
L’AGO Réthymnon KAE (grec moderne : Α.Γ.Ο. Ρεθύμνου ΚΑΕ pour Αθλητικός Γυμναστικός Όμιλος Ρεθύμνου) est un club grec de basket-ball basé à Réthymnon, en Crète, et évoluant dans l’élite du basket grec, en ESAKE A1.
Son nom d’usage depuis 2015 est les Rois crétois de Réthymnon ou Réthymnon Cretan Kings (Ρέθυμνο Κρητικοί Βασιλιάδες K.A.E. ou Ρέθυμνο Cretan Kings).

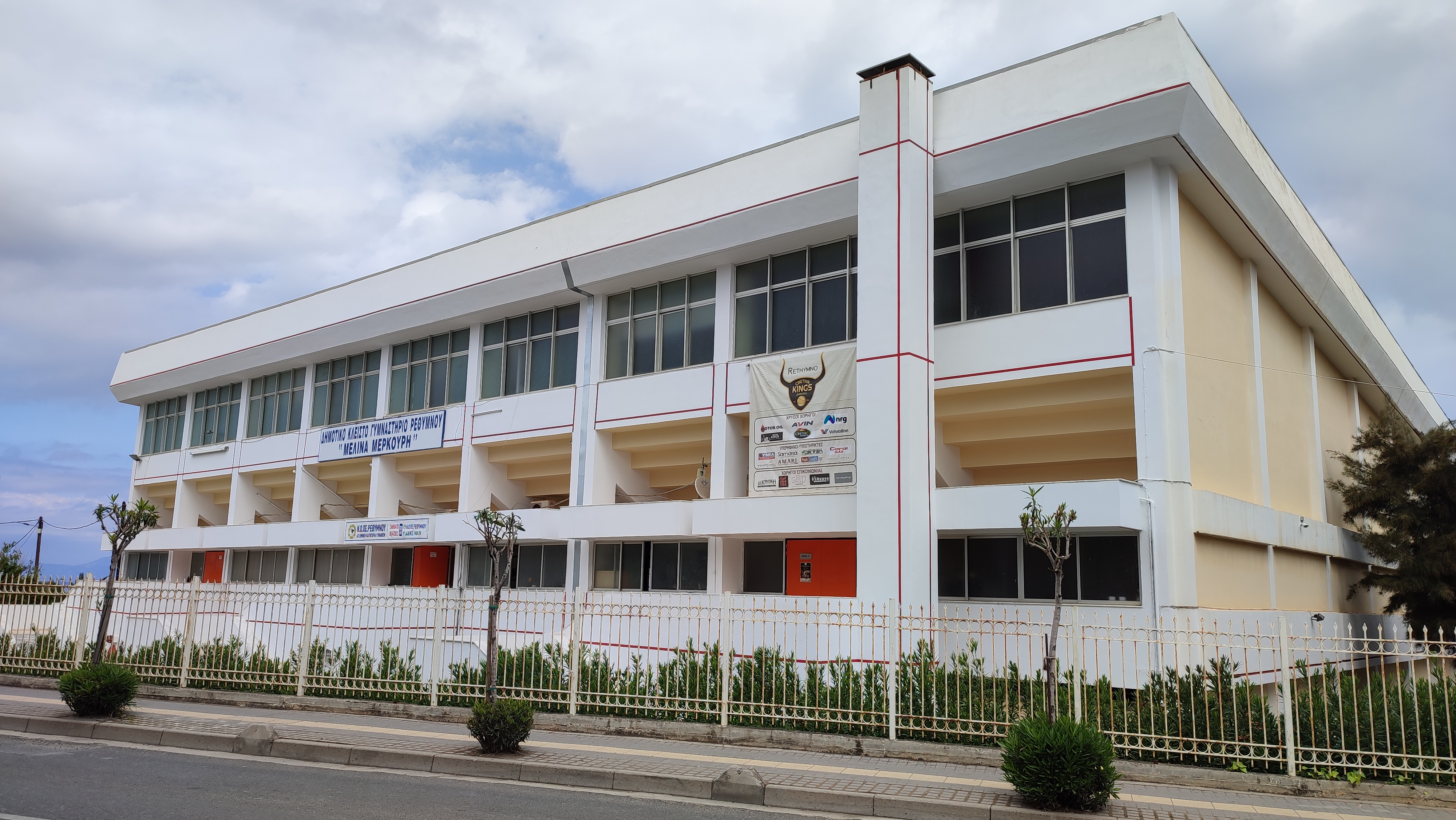
Le gymnase Melina Mercouri à Réthymnon.

Le club évolue au gymnase Melina Mercouri à Réthymnon.